# Taiel Gómez Quintero
Taiel Gómez Quintero (San Juan, Argentina, 12 de mayo de 1999) es un baloncestista argentino que actúa en la posición de base en Zárate Basket de la Liga Nacional de Básquet de Argentina. Es hermano del también baloncestista Lisandro Gómez Quintero.

## Trayectoria

### Clubes
| Club                | País      | Año             |
| ------------------- | --------- | --------------- |
| Oberá               | Argentina | 2017 - 2022     |
| Racing de Chivilcoy | Argentina | 2022 - 2023     |
| Zárate Basket       | Argentina | 2023 - Presente |